# Cassiodorus
Flavius Magnus Aurelius Cassiodorus Senator (Scylaceum (Calabrië), ca. 480/485 n.Chr - klooster Vivarium bij Scylaceum, na 580), gewoonlijk bekend als Cassiodorus, was een Romeins staatsman en schrijver.

## Leven
Onder de koning van de Ostrogothen Theodorik de Grote en zijn opvolgers, bekleedde Cassiodorus verscheidene gewichtige staatsbetrekkingen, in het bijzonder die van eerste minister (praefectus praetorio) en secretaris van staat (rechtsgeleerde en secretaris).
Toen hij zich in 539 in het door hem gestichte klooster Vivarium had teruggetrokken (nu grondgebied Squillace in Calabrië), hield hij zich hier deels met theologische studiën bezig, deels wijdde hij zich aan de bewaring en verbreiding van wetenschappelijke kennis (bewaren, vertalen, emenderen en kopiëren van oude geschriften). Traditioneel wordt dit uitgelegd als de onderneming van iemand die in turbulente tijden het einde van de klassieke cultuur zag naderen en besloten had om te redden wat er te redden viel. Nader onderzoek wees uit dat hij profane teksten enkel in zijn bibliotheek opnam voor zover ze nuttig waren om de heilige schrift beter te begrijpen. Daarbij liet Cassiodorus zich leiden door een augustijns programma.
Hij stierf hier vermoedelijk kort na 580, rond de 100 jaar oud.

## Werken
Zijn Variarum libri XII (Variae), eigenlijk een verzameling van bestuursverordeningen en staatsstukken, naast enige officiële brieven, zijn zeer belangrijk voor onze kennis van de binnenlandse geschiedenis van die tijd. Van zijn Historia Gothorum hebben wij slechts een uittreksel door Jordanes in diens Getica, het bestaat voor een groot deel uit mythen en verzinsels.
Van zijn hand zijn:
- Chronica
- De orthographia
- Expositio in psalterium
- Complexiones in epistolis apostolorum et actibus eorum et apocalypsi
- Historia ecclesiastica tripartita
- Historia Gothorum, overgeleverd als samenvatting in de Getica
- Institutiones Divinarum et Saecularium Litterarum (ca. 543-555) in twee boeken: het eerste over theologie; het tweede over de zeven kunsten. Wordt hét model voor opvoeding in de volgende eeuwen. Volgens Cassiodorus moeten de christelijke en de profane wetenschappen samengaan.
- Variae

- Bibsys: 90314565
- Biblioteca Nacional de Chile: 000205074
- Biblioteca Nacional de España: XX878991
- Bibliothèque nationale de France: cb121582004 (data)
- Catàleg d'autoritats de noms i títols de Catalunya: 981058518443206706
- Gemeinsame Normdatei: 118519514
- International Standard Name Identifier: 0000 0001 1323 199X
- Library of Congress Control Number: n79082349
- Nationale Bibliotheek van Letland: 000071560
- Nationale Bibliotheek van Tsjechië: ola2002153980
- Nationale bibliotheek van Australië: 36545498
- Nationale Bibliotheek van Israël: 987007424520705171
- Nationale Bibliotheek van Polen: a0000001178445
- Nationale en Universitaire bibliotheek Zagreb: 000382535
- Nederlandse Thesaurus van Auteursnamen: 070138427
- Réseau des bibliothèques de Suisse occidentale: 02-A012318400
- Istituto Centrale per il Catalogo Unico: RAVV009093
- LIBRIS: 180539
- Système universitaire de documentation: 030097703
- Trove: 1284154
- Union List of Artist Names: 500315528
- Virtual International Authority File: 95230707
- WorldCat: E39PBJwMBpYxwQWQhdxtWQ9hpP